# Sport unter der Lupe
Sport unter der Lupe war eine Sportsendung des Südwestfunks, ab 1998 des Nachfolgers Südwestrundfunk.
Die im September 1968 beim dritten Fernsehprogramm des SWF Südwest 3 von Rudi Michel, seinerzeit Hauptabteilungsleiter Sport beim SWF in Baden-Baden, eingeführte Sendereihe widmete sich der Sportberichterstattung jenseits von tagesaktuellen Themen und konzentrierte sich insbesondere auf Hintergrundberichterstattung. Nach der Fusion des SWF mit dem SDR 1998 wurde die Sendung zunächst ins Sendeschema des künftigen SWR Fernsehens übernommen und im Jahre 2000 eingestellt.
Unter den Moderatoren der Sendung finden sich neben Rudi Michel weitere bekannte Sportjournalisten wie Hans-Reinhard Scheu, Volker Kottkamp oder Michael Antwerpes.